# Шведско-бранденбуршки рат
Шведско-бранденбуршки или Сканијски рат вођен је у периоду 1674—1679. године.

## Рат
Као савезник Холандије у Француско-холандско-шпанском рату 1672—1678. године, Бранденбург је своје снаге, распоређене на Рајни, упутио против Француске. Да би помогао Француској и принудио бранденбуршког кнеза Фридриха Вилхелма на повлачење, шведски фелдмаршал Карло Густав Врангел, по захтеву француског краља, упао је крајем 1674. године са око 15000 људи у Бранденбург и средином јуна следеће године стигао до Хафелберга, Ратенова и Бранденбурга. Да би зауставио продор Швеђана, бранденбуршки кнез са 15 000 војника креће им у сусрет крајем маја, из Швајнфурта. Он односи победе у биткама код Ратенова и Фербелина и приморава непријатеља на повлачење. Крајем 1675. године бранденбуршко-данско-пруске савезничке снаге освојиле су тврђаве Волгаст, Висмар, Волин и острво Узедом, а данска флота је држала у блокади Поморски залив и ушће реке Одре ради пресецања веза са шведским снагама. Савезници су 7. јула 1677. године почели опсаду Штетина који су заузеле 6. јануара 1678. године. Убрзо затим је освојено и острво Ратин.
Већ 15. јануара острво Риген је поново у поседу Швеђана, који су заробили око 6000 савезничких војника. 20.000 савезника се 21. септембра искрцало на острво Риген и освојили све тврђаве западне Помераније са Штетином. Средином новембра 1678. године Швеђани упадају у Прусију, али су 17. фебруара натерани на повлачење. Миром у Сен-Жермен-ан-Леу од 29. јуна 1679. године Брандебург и Данска присиљене су, на захтев Француске, да се одрекну већег дела територија, тако да је Бранденбург задржао само источну Померанију.